# HOTOL
HOTOL, (ang. Horizontal Take-Off and Landing), je bil britanski koncept vesoljskega plovila, ki bi uporabljal atomsferski zrak za pogon motorjev za del svojega leta. Pri načrtovanju sta sodelovala Rolls-Royce in British Aerospace.
Dizajniran je bil kot plovilo z eno stopnjo do orbite (SSTO) in bi se ga lahko uporabilo večkrat. Poganjal ga bi motor RB545 "Swallow", ki naj bi ga razvil Rolls-Royce. Gorivo za motor bi bil tekoči vodik in tekoči kisik (LH2/LOX). Motor bi prav tako uporabljal zrak med letom skozi atmosfero in tako občutno zmanjšal potrebno količino oksidatorja in povečal efektivnost. 
Pri klasičnih raketah je večina teže gorivo in oksidator. Zato bi bil HOTOL občutno manjši in lažji. Velikost bi bila primerljiva z velikostjo potniškega letala McDonnell Douglas DC-9. 
HOTOL bi bil 63 metov dolg, 12,8 metra visok, premer trupa 7 metrov in razpon kril 28,3 metra. Brezpilotno plovilo bi lahko vtirilo 7-8 ton v NZO na višino orbite 300 kilometrov. Vzletel bi iz letališke steze, pri vzletu bi mu pomagala majhen raketni motor, ki bi ga potisnil do "delovne" hitrsoti. Motor bi do višine 26-32 kilometrov deloval kot reaktivni motor in se potem spremenil v raketnegaega. Ko bi dosegel orbito, bi ponovno vstopil v atmosfero in pristal na letališču z najmanj 1500 metrov dolgo stezo. HOTOL bi bil povsem samodejen, kasnejše verzija naj bi imele tudi pilota.
Idejo za HOTOL je imel raketni inženir Alan Bond. 
Leta 1988 je vlada preklicala financiranje, ker je imel program aerodinamične in druge tehnične probleme.
Cenejšja verzija Innterim HOTOL ali HOTOL 2 bi bil izstreljen v zraku iz nosilnega letala Antonov An-225, kar so tudi pozneje preklicali.